# Saint-Louis (Reunion)
Saint-Louis – miasto na Reunionie (departamencie zamorskim Francji). Według danych INSEE w 2019 roku liczyło 53 693 mieszkańców. Ośrodek przemysłowy.